# Atomar kraftmikroskopi
Atomar kraftmikroskopi (engelsk: Atomic Force Microscopy, AFM) er en type mikroskopi, som laver billeder af overflader ved hjælp af en spids nål, der trækkes hen over overfladen. Nålen registrerer højdevariationer, som af en computer omdannes til et konturplot af overfladen. AFM blev opfundet i 1986 og er sammen med scanning-tunnelmikroskopi blandt de tidligste former for scanning-sondemikroskopi. Ud over at fungere som mikroskop bruges det også til at manipulere overflader på nanoskala.
AFM er ikke et mikroskop i konventionel forstand. Der anvendes ikke lys og objektiver. I stedet udnyttes det, at man med en fin nål på spidsen af en meget lille og fleksibel bjælke kan måle meget små kræfter.
Ideen er at benytte en vippe ligesom i svømmehallen. Når en person står for enden, bøjer vippen, og vi kan ved at måle denne udbøjning registrere personens vægt og hermed måle tyngdekraftens størrelse. Er vippen kort eller tyk, bøjer den ikke ret meget. Med andre ord egner den sig til meget store personer. Er vippen derimod lang og smal, bøjer den meget og vi kan måle mindre tyngdekræfter.
Når vi skal måle kraften mellem atomer, skal vippen eller bjælken være utrolig lille og tynd. Man kalder dette for en kantilever (eng. for bjælke).